# Fotocondutividade
Fotocondutividade é um fenômeno óptico e elétrico no qual um material se torna mais eletricamente condutor devido à absorção de radiação eletromagnética, como luz visível, luz ultravioleta, luz infravermelha ou radiação gama.
Quando a luz é absorvida por um material como um semicondutor, o número de elétrons livres e lacunas aumenta, resultando em um aumento da condutividade elétrica. Para causar excitação, a luz que atinge o semicondutor deve ter energia suficiente para elevar os elétrons através do gap ou excitar as impurezas dentro do gap. Quando uma tensão polarização e um resistor de carga são usados em série com o semicondutor, uma queda de tensão nos resistores de carga é detectada quando a mudança na condutividade elétrica do material modifica a corrente através do circuito.
Exemplos clássicos de materiais fotocondutores incluem:
- filme fotográfico: Kodachrome, Fujifilm, Agfachrome, Ilford etc., à base de sulfeto de prata e brometo de prata.[3]
- o polímero condutor polivinilcarbazol,[4] amplamente utilizado em fotocópias (xerografia);
- sulfeto de chumbo, usado em aparelhos de detecção de infravermelho, como os mísseis Sidewinder (americano) e Atol (antes soviético, agora russo) guiados por calor;
- selênio, empregado na xerografia e, antigamente, em televisões;

## Aplicações
Quando um material fotocondutor é conectado como parte de um circuito, ele funciona como um resistor cuja resistência depende da intensidade da luz. Nesse contexto, o material é denominado fotorresistor (ou resistor dependente de luz). A aplicação mais comum de fotoresistores é a de fotodetectores, ou seja, dispositivos que medem a intensidade da luz. Os fotorresistores não são o único tipo de fotodetector — outros tipos incluem dispositivos de carga acoplada (CCDs), fotodiodos e fototransistores —, mas estão entre os mais comuns. Algumas aplicações de fotodetectores nas quais os fotorresistores são frequentemente usados incluem medidores de luz de câmeras, postes de luz, rádios-relógio, detectores infravermelho, sistemas nanofotônicos e dispositivos fotossensores de baixa dimensão.

## Sensibilização
A sensibilização é um procedimento de engenharia importante para amplificar a resposta de materiais fotocondutores. O ganho fotocondutivo é proporcional ao tempo de vida dos portadores fotoexcitados (elétrons ou lacunas). A sensibilização envolve a dopagem intencional de impurezas que satura os centros de recombinação nativa com um tempo de vida característico curto e a substituição desses centros por novos centros de recombinação com um tempo de vida mais longo. Esse procedimento, quando feito corretamente, resulta em um aumento no ganho fotocondutivo de várias ordens de magnitude e é utilizado na produção de dispositivos fotocondutores comerciais. O texto de Albert Rose é a obra de referência para a sensibilização.

## Fotocondutividade negativa
Alguns materiais apresentam deterioração na fotocondutividade após exposição à iluminação. Um exemplo proeminente é o silício amorfo hidrogenado (a-Si:H) no qual observa-se uma redução metaestável na fotocondutividade. Outros materiais que apresentam fotocondutividade negativa incluem dissulfeto de molibdênio, grafeno, nanofios de arseneto de índio e nanopartículas metálicas.

## Fotocondutividade magnética
Em 2016 foi demonstrado que em algum material fotocondutor pode existir uma ordem magnética. Um exemplo é o CH3NH3(Mn:Pb)I3. Nesse material, uma fusão da magnetização induzida por luz também foi demonstrada. Logo, poderia ser usada em dispositivos magneto-ópticos e em armazenamento de dados.

## Espectroscopia de fotocondutividade
A técnica de caracterização chamada espectroscopia de fotocondutividade (também conhecida como espectroscopia de fotocorrente) é amplamente utilizada no estudo de propriedades optoeletrônicas de semicondutores.